# Lejkówka zimowa

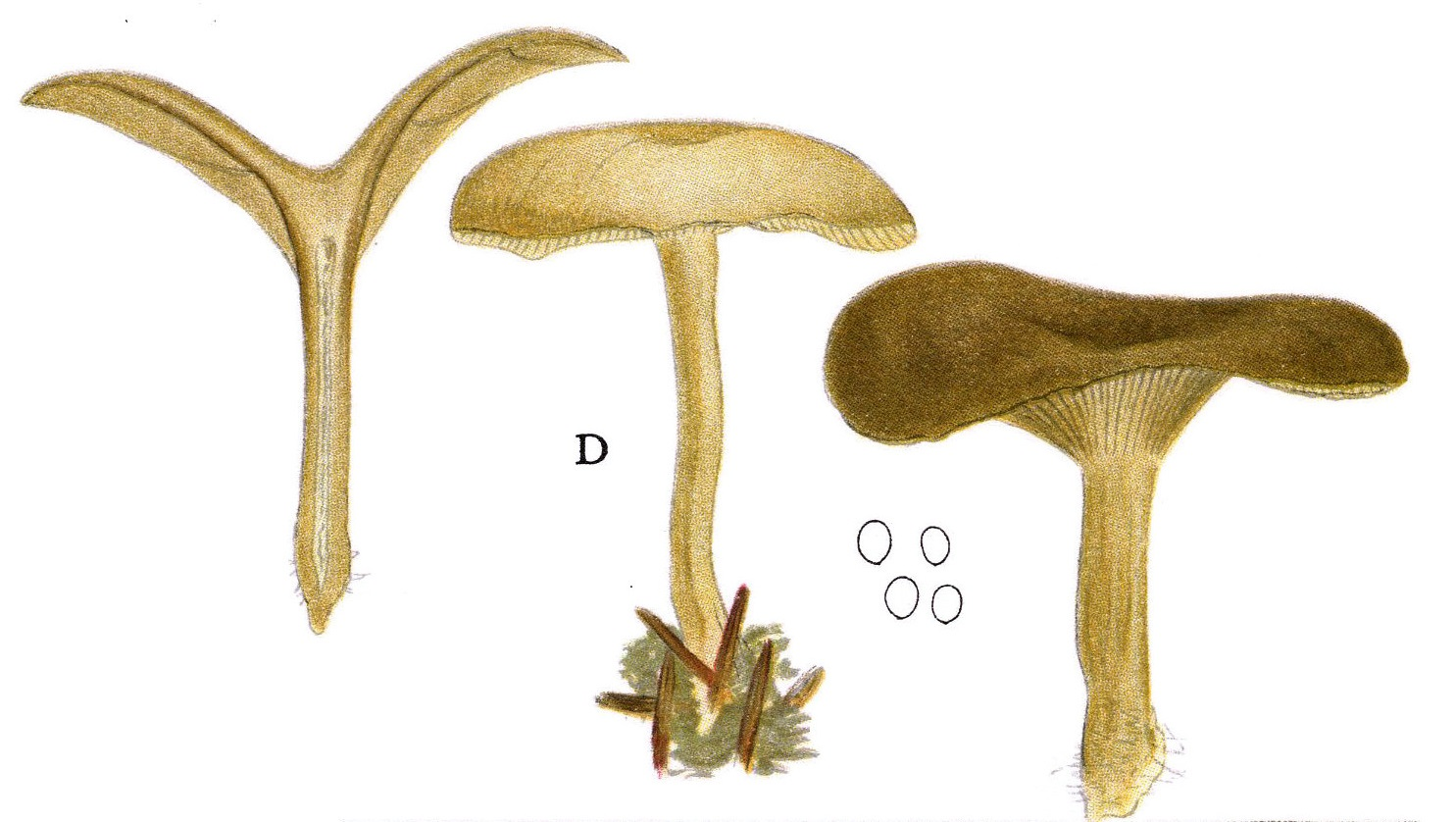

Lejkówka zimowa (Clitocybe brumalis (Fr.) – gatunek grzybów z rzędu pieczarkowców (Agaricales).

## Systematyka i nazewnictwo
Pozycja w klasyfikacji według Index Fungorum: Clitocybe, Incertae sedis, Agaricales, Agaricomycetidae, Agaricomycetes, Agaricomycotina, Basidiomycota, Fungi.
Po raz pierwszy takson ten opisał w 1818 r. Elias Fries, nadając mu nazwę Agaricus brumalis. Obecną nazwę, uznaną przez Index Fungorum, nadał mu Lucien Quélet w 1872 r.
Synonimy:
- Agaricus brumalis Fr. 1818
- Clitocybe brumalis var. straminea Bon 1996
- Clitocybe hiemalis Murrill 1915
- Omphalia brumalis (Fr.) Quél. 1886[2].

Nazwę polską zaproponował Władysław Wojewoda w 2003 r.

## Morfologia
Kapelusz
Średnica 1,5–5 cm. U młodych okazów wypukły z zagłębieniem na środku, u starszych rozpostarty, nadal z zagłębieniem. Higrofaniczny; w stanie wilgotnym prążkowany do 2/3 średnicy. Powierzchnia prawie naga, z delikatnymi włoskami, brązowobeżowa lub oliwkowobrązowa. Brzeg ostry, prosty, czasami nieco pofalowany.
Blaszki
Nieco zbiegające na trzon, średnio gęste i średniej grubości, brudnobiałe.
Trzon
Wysokość do 5 cm, grubość do 0,5 cm. Cylindryczny, skórzasty. Powierzchnia gładka, tej samej barwy co kapelusz z filcowatą i woskowatą podstawą.
Miąższ
Brudnomięsisty, brązowy. Smak nietypowy, bez zapachu lub z lekkim zapachem mąki.
Cechy mikroskopowe
Zarodniki kuliste, bardzo drobne (4 × 2 µm).
Gatunki podobne
Podobna jest lejkówka dwubarwna (Clitocybe metachroa), która czasami także pojawia się na początku zimy.

## Występowanie i siedlisko
Lejkówka zimowa występuje w Ameryce Północnej, Europie i Maroku. W Polsce W. Wojewoda w 2003 r. przytoczył 5 stanowisk z uwagą, że częstość występowania i stopień zagrożenia tego gatunku nie są znane.
Naziemny grzyb saprotroficzny. Występuje w lasach mieszanych i iglastych, zwłaszcza na piaszczystych glebach pod jodłą i bukiem. Owocniki tworzy jesienią, a często także w zimie, gdy nie ma śniegu.
Jest grzybem trującym.